# Art preromànic a Catalunya
L'art preromànic a Catalunya o primer romànic són totes aquelles obres anteriors al romànic, i s'acostuma a associar-lo amb més propietat al que es practicà després de la dominació sarraïna durant els segles ix i x.
Amb tot, hi ha diverses obres i erudits que defensen que moltes de les esglésies i capelles del segle IX situades a l'Empordà i al Rosselló s'han de considerar plenament romàniques i, per tant, l'origen del romànic europeu
Els clergues, com que llavors tenien el monopoli de l'ensenyament i de la cultura, eren els únics que podien proporcionar a l'Estat els homes preparats per a fer tasques administratives que exigien un cert coneixement de l'escrit. La cultura, és clar, era llatina i eclesiàstica per la temàtica i els autors.
Els centres més actius eren les escoles i biblioteques de catedrals i monestirs (Vic, Ripoll, Barcelona), on hi havia exemplars de la Bíblia, evangeliaris, llibres litúrgics, sermonaris, glossaris, la gramàtica de Priscià, manuscrits dels pares de l'Església -entre els quals Isidor de Sevilla-, algun exemplar de la Lex Visigothorum i textos dels pares del renaixement carolingi.
Han restat pocs testimonis de la producció cultural pròpia dels comtats, que devia ser més aviat de poc volum, molt sovint limitada a la còpia d'obres anteriors i alienes. Entre altres, consta, tanmateix: la traducció de llibres de ciències, els inicis d'una escola poètica al monestir de Ripoll, alguns elements de caràcter historiogràfic, un conjunt solemne d'actes de consagració i dotació d'esglésies, interessants per l'estil, la riquesa lèxica, la força de les imatges i a vegades la forma narrativa.
Entre les actes de consagració, cal destacar en particular les escrites entre 947 i 977 pel comte de Besalú i bisbe de Girona, Miró Bonfill.
Tanmateix, a diferència de la resta del món carolingi Catalunya no va ser important pels manuscrits i les fonts narratives que va produir sinó pels documents de gestió. Diríem que en això els catalans d'abans de l'any 1000 van mostrar ser molt pràctics i fidels al dret escrit: van omplir milers de pergamins d'ús quotidià (escriptures de compravenda, testaments, donacions, empenyoraments), que fan de la Catalunya carolíngia un dels països europeus més ben documentats.
També aquí, en el terreny de l'escriptura, els escrivans van abandonar la lletra visigòtica durant el segle ix i van adoptar l'escriptura carolina.
En el pla de la producció artística, el període que aquí estudiem correspon al preromànic, del qual han quedat nombrosos edificis religiosos, alguns de monumentals i molts de petits. En conjunt, els testimonis arquitectònics, escultòrics i pictòrics conservats mostren la pervivència d'una tradició que datava dels darrers anys del món antic:

## L'arquitectura
Entre les obres preromàniques més importants sobresurten l'església de Santa Maria de la Tossa de Montbui (Anoia) i bona part del conjunt de les esglésies de Terrassa. Pel que fa a les tres esglésies de Terrassa, en destaquen les capçaleres de Santa Maria i Sant Pere i l'edifici de planta centrada de Sant Miquel, que poden ser obra dels segles VIII i IX.
Altres importants són les obres de Sant Quirze de Pedret; la porta Ferrada -única resta de l'antic monestir de Sant Feliu de Guíxols-; l'església de Sant Miquel de Cuixà, consagrada en la segona meitat del segle x, de tres naus amb transsepte i capçalera formada d'un absis central de planta rectangular i quatre absidioles obertes al transsepte; i una munió de petites esglésies rurals: Santa Maria del Marquet (Bages), Sant Hilari d'Abrera (Baix Llobregat), Sant Quirze de Pedret (Berguedà), l'església de Sant Julià de Boada (Baix Empordà), Sant Andreu del Torn (Garrotxa), etc.
Aquests edificis són temples de petites dimensions, d'una nau rectangular amb un absis de planta de ferradura o rectangular, cobert generalment amb una volta. Les naus, cobertes al principi amb fusta, també es van anar cobrint progressivament amb volta. Els arcs, que a vegades donen accés als absis o a les absidioles, són de ferradura, i les finestres, petites i d'una sola esqueixada, es troben obertes al fons dels absis.

## L'escultura preromànica
L'escultura preromànica és de caràcter arquitectònic, i això es pot observar en la decoració ornamental d'impostes, cornises i capitells. Els capitells, obrats en marbre o en pedra calcària, imiten el corinti romà. D'aquesta sèrie sobresurten els anomenats capitells de tradició califal, de tres nivells de fulles i disposició més estreta i allargada que la del capitell clàssic. Cornises i impostes són decorades amb motius geomètrics, ratlles en ziga-zaga i temes vegetals. Rarament hi apareixen els temes figurats.

## La pintura mural

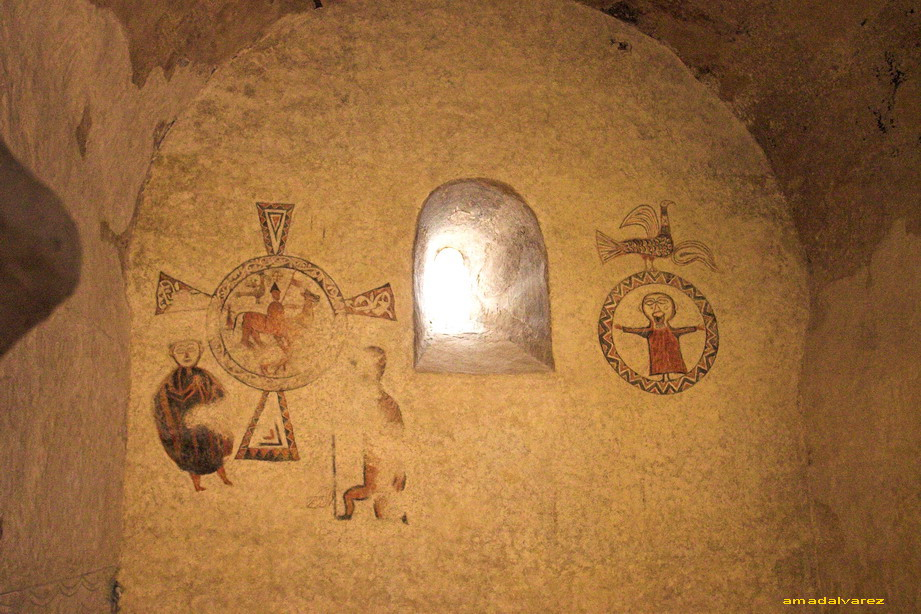
Pintures preromàniques de l'església de Sant Quirze de Pedret

Probablement la millor mostra de pintura mural dels segles ix i x és la de les esglésies del conjunt monumental de les esglésies de Sant Pere de Terrassa: les escenes de la vida de Crist i de la predicació de la volta de l'absis a l'església de Santa Maria; la probable visió d'Ezequiel de l'església de Sant Miquel, i els personatges, símbols dels evangelistes, àngels i serafins del retaule monumental de l'absis de Sant Pere.
En general les parets interiors i exteriors dels temples preromànics estaven arrebossades i la decoració pintada podia envair l'interior de naus i presbiteris o reservar-se per als llocs principals.